# Fédération nationale de protection civile
Ne doit pas être confondu avec Protection civile.
Pour les articles homonymes, voir FNPC.

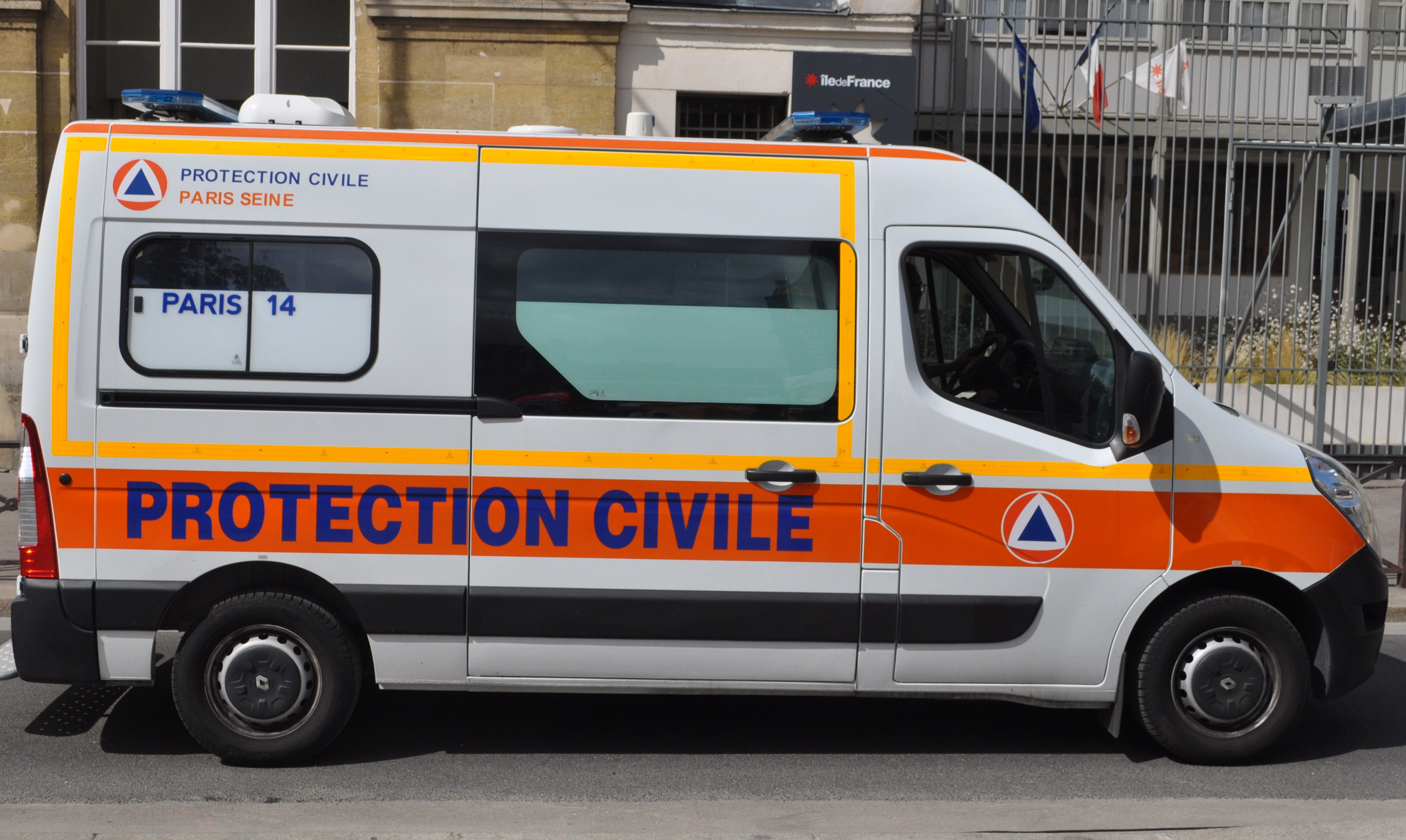
Véhicule de premiers secours à personnes de Paris 14.

La Fédération nationale de protection civile (FNPC) est une association française de secouristes, reconnue d'utilité publique.

## Historique
En 1958, la première association est créée dans les Côtes-du-Nord par Léon Robine, administrateur civil au service national de protection civile (ancêtre de la direction générale de la sécurité civile et de la gestion des crises) et Michel Blairet.
Le 14 décembre 1965, à Paris, sur la demande du Premier ministre, Georges Pompidou, les vingt-six associations de protection civile existantes fondent la fédération nationale de protection civile et élisent Léon Robine à sa présidence. Outre les associations départementales, la fédération intègre également les anciens de Nainville-les-Roches, les secouristes français de la Croix-Blanche, le groupement interdépartemental pour les formations des auxiliaires, le mouvement national pour la protection civile.
Le 14 novembre 1969, la FNPC est reconnue d’utilité publique par décret du ministre de l'Intérieur Raymond Marcellin.
En 1977, la contribution à l'enseignement et à la pratique du secourisme par la fédération est reconnue par son intégration dans la commission nationale du secourisme.
L'année 1984 voit la création de la fédération polynésienne de secourisme et l'affiliation à la fédération nationale de protection civile ainsi que la création des groupes polyvalents d’intervention (GPI) et des équipes locales légères de secours d'appoint (ELSA).
En 1991, la FNPC participe pour la première fois au ravivage de la flamme du soldat inconnu.
En 1993, la FNPC organise son premier congrès national à Plestin-les-Grèves.
En 1998, la FNPC, en collaboration avec la Régie autonome des transports parisiens (RATP), crée le diplôme de premiers secours sur la route, une adaptation des gestes de premiers secours aux accidents de la route. Par un arrêté interministériel, ce diplôme devient une formation officielle jusqu'à sa disparition en 2007.
En 2006, à la suite de la création des agréments de sécurité civile par la loi no 2004-811 du 13 août 2004, la FNPC reçoit l'agrément pour quatre types de mission (A, B, C et D).
En 2011, la FNPC renouvelle son partenariat avec Enedis lors du salon des maires et des collectivités territoriales. Pendant cette même année, la protection civile multiplie ses lots nationaux de soutien aux populations, notamment avec les fourgons lourds d'intervention technique (FLIT) ou  les véhicules d'accueil et hébergement d'urgence (VAHU).
En 2017, la protection civile des Alpes-Maritimes reçoit la médaille d'or collective pour acte de bravoure, en reconnaissance de ses actions menées auprès des victimes de l'attentat de Nice
En 2019, la FNPC conventionne avec Axa pour faciliter l'engagement bénévole des collaborateurs auprès de la fédération, sur leur temps de travail et inciter d'autres collaborateurs à devenir bénévoles. Cette même année, un exercice de sécurité civile simulant une catastrophe naturelle est organisé en gare de Troyes. Cet évènement a rassemblé plus de cent trente bénévoles de quinze départements et le matériel des lots nationaux,.
En 2020, la FNPC s'engage dans la lutte contre la Covid-19, à tel point que de nouvelles compétences voient le jour : dépistage, vaccination, etc. La FNPC salarie énormément de bénévoles et de personnels pour des missions de longues durées comme celle de l'aéroport de Paris-Charles-de-Gaulle qui réunit un grand nombre d'effectifs.
Fin 2020, le siège situé à Asnières-sur-Seine à proximité de la direction générale de la sécurité civile en France, a été déplacé à Pantin, au 14 rue Scandicci, tour Essor.
En 2021, la fédération nationale de protection civile est certifiée Qualiopi pour les formations.
En 2022, la FNPC, en partenariat avec l'association des maires de France, lance quelques jours après le début de la guerre en Ukraine une mission humanitaire d'envergure. Huit mille tonnes de dons des Français sont livrées en Ukraine.
En 2024, la FNPC participe au bon déroulement des Jeux olympiques d'été de 2024 en assurant les secours sur 2/3 des sites nationaux.

### Logos de laFNPC

Logo en 1965.
Logo en 2014.
Logo en 2017.

## Présentation

### Structure
La Fédération nationale de protection civile compte 32 000 bénévoles regroupés dans 98 départements métropolitains et ultra-marins et pas moins de 500 implémentations locales. Pour coordonner les interventions sur le sol français, la fédération a mis en place une organisation de la protection civile cohérente afin de pouvoir intervenir rapidement partout où la population a besoin d'elle, une couverture complète du territoire.
La Fédération nationale de protection civile est une association agréée de sécurité civile depuis 2006. Elle a reçu un agrément national de sécurité civile délivré par arrêté du ministère de l'Intérieur pour les types de missions suivants :
- A, opérations de secours (secours aux personnes et, selon les départements, sauvetage aquatique) ;
- B, actions de soutien et d'accompagnement des populations victimes d'accidents, sinistres ou catastrophes ;
- C, encadrement des bénévoles dans le cadre des actions de soutien aux populations ;
- D, selon les départements, des points d'alerte et de premiers secours, des dispositifs prévisionnels de secours de petite à grande envergure et à la pratique des activités aquatiques.

À la demande de la fédération, le ministère de l'Intérieur délivre certains agréments aux associations membres selon leurs capacités (agréments valables pour l'ensemble du territoire, à l'exception de la Nouvelle-Calédonie). Le 9 août 2022, l'arrêté est ainsi pris à la suite de la radiation de l'association de protection civile du Gard.
| Agrément | A  | A aquatique | B  | C  | D – PAPS | D – DPS PE à GE | D – PAPS aquatique | D – PE à GE aquatique |
| -------- | -- | ----------- | -- | -- | -------- | --------------- | ------------------ | --------------------- |
| Effectif | 91 | 6           | 95 | 95 | 95       | 94              | 27                 | 27                    |

## Organisation

Fanion de la Fédération nationale de protection civile

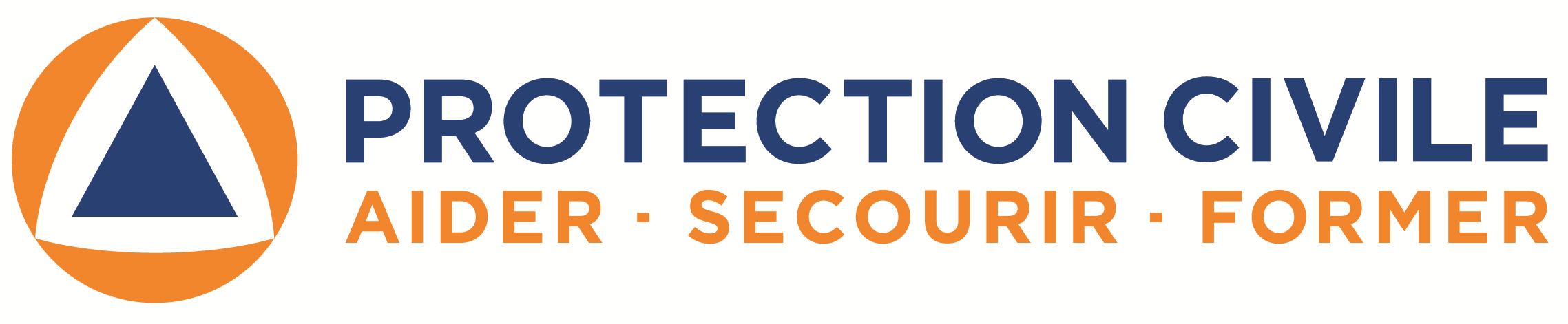
Bannière de la Fédération nationale de protection civile.

### Échelon national
L'échelon national est dirigé par les vingt-deux membres du bureau national (présidé par François Richez) assistés de commissions fixes ou temporaires ; les cadres bénévoles administrent la fédération et coordonnent les actions en lien avec les institutions nationales pour gérer les crises où la population est en danger en France.

#### Présidents de laFNPC
- 1965–1969 : Léon Robine ;
- 1969–1978 : Lucien Leprestre ;
- 1978–1980 : Jean Perreau Pradier ;
- 1980–1985 : Guy Bonneterre ;
- 1985–1991 : Ida Guinot ;
- 1991–2009 : Pr Louis Lareng[19];
- 2009–2012 : Yannick Chenevard[20] ;
- 2012–2015 : Christian Wax[21] ;
- 2015–2019 : Paul Francheterre[22],[23];
- Depuis 2019 : François Richez[24].

### Échelon sectoriel
Fédérant différentes associations départementales de la protection civile (ADPC), la fédération dispose de relais sectoriels permettant d'agir vite et bien sur différentes parties du territoire français.

### Échelon départemental
Les ADPC assurent le relais indispensable entre les antennes locales, les mairies et les départements en cas de crise demandant leur intervention. Elles sont les premiers acteurs de la sécurité civile en temps de crise mais aussi lors de postes de secours, formations et diverses missions. Certaines conventions sont notamment exclusives à certains départements. Chaque ADPC  peut faire appel aux autres, de son maillage sectoriel ou maillage national, pour être aidée lors d'importants dispositifs de secours comme le festival des Vieilles Charrues qui réunit environ deux cents secouristes ou lors de crises importantes comme la tempête Alex en 2020 dans le sud de la France.

#### La Protection civile Paris Seine
Cette section ne s'appuie pas, ou pas assez, sur des sources secondaires ou tertiaires indépendantes du sujet. Le texte peut contenir des analyses inexactes ou inédites de sources primaires.
Pour l'améliorer, ajoutez-en, ou placez des modèles {{Source secondaire souhaitée}} ou {{Source secondaire nécessaire}} sur les passages mal sourcés. (août 2025)
Jusqu'en 1998, la préfecture de police employait des secouristes bénévoles ainsi que des vacataires au sein d’un système appelé « Service interdépartemental de protection civile ». À l'instar des sapeurs-pompiers volontaires — notion n'existant pas à Paris et dans la petite couronne, le service d'incendie et de secours étant assuré par un corps militaire, la brigade de sapeurs-pompiers de Paris — ces vacataires effectuaient des gardes le week-end. Le service était rattaché au secrétariat général de la zone de défense de Paris depuis octobre 1992.
Sur injonction de la cour des comptes faisant suite à un rapport de l'inspection générale de l'administration, la préfecture de police a dissous ce dispositif et les secouristes se sont répartis entre les associations de secourisme ; la plupart se sont regroupés dans une association fondée en 1997 dans le 5e arrondissement et appelée « Secourisme et protection civile de Paris », puis rebaptisée « Protection civile Paris Seine » et rattachée à la fédération.
En 2020, la Protection civile Paris Seine est l'une des principales associations de secourisme de la ville. Elle est composée de trente-trois antennes. Elle est agréée par le préfet de police pour la réalisation de formation aux premiers secours, reconnue en tant qu'organisme de formation professionnelle, conventionnée avec la mairie de Paris, la préfecture de police, la brigade des sapeurs-pompiers de Paris, le service d'aide médicale urgente (SAMU) de Paris, les aéroports de Paris et agréée par la Caisse régionale d'assurance maladie (CRAM) d'Île-de-France pour la formation de sauveteur secouriste du travail. L'association est reconnue d'utilité publique en 2016. C'est la plus grande et lucrative ADPC de la Fédération nationale de protection civile ; son chiffre d'affaires s'évalue à environ sept millions d'euros en 2018.

#### La Protection civile de l'Hérault
La Protection civile de l'Hérault, créée en 1969 est reconnue d'utilité publique depuis 1989.
En 2021, la Protection civile de l'Hérault est l'une des principales associations de secourisme du département. Elle détient trois locaux, à Béziers, Montpellier et Juvignac et couvre l'ensemble du département. La particularité de ce département c'est le risque de catastrophe naturelle élevé (incendies, épisodes méditerranéens ou cévenol) pour lesquels elle est équipée de matériel performant. Il s'agit de l'APC qui a le plus de matériel humanitaire dans le sud de la France. Elle conventionne avec de nombreux services (sapeurs-pompiers, centres hospitaliers, préfecture, communes, etc.) et permet d'agir dans nombreuses situations de crises avec les sapeurs-pompiers de l'Hérault. Elle conventionne également avec un bailleur social afin d'intervenir sur son parc de locataire pour du portage de courses.
La Protection civile de l'Hérault en 2021, ce sont :
- 100 bénévoles ;
- 3 locaux dans le département ;
- 14 véhicules (ambulances, véhicules léger, véhicules logistiques, remorques de soutien, bateau, etc.) ;
- 4 000 personnes assistées ;
- 24 missions de soutien à la population ;
- 14 000 heures de bénévolat [25];

En février 2022, elle innove en lançant la formation aux gestes qui sauvent, gratuite, à destination d'un maximum de personnes au travers des « mardis du secourisme ». Elle permet l'incitation à tous les citoyens à être formés gratuitement par une initiation de 2 h afin de sensibiliser le plus de français à prendre en charge une personne victime d'un arrêt cardiorespiratoire. Elle permet la démocratisation du secourisme à son échelle.
Enfin, elle est comme les autres départements, reconnue pour son initiative forte face au conflit en Ukraine, en réalisant des centres d'hébergement d'urgence mais aussi des collectes de matériels.

### Échelon local
Pas moins de cinq cents implémentations locales de proximité assurent un quadrillage du territoire français et permettent une action immédiate des bénévoles de la Protection civile en cas de besoin. Aujourd'hui, la plupart des ADPC en France ont adopté cette méthode du maillage local, au même titre que celui sectoriel et national, le maillage départemental est primordial dans l'action rapide des bénévoles, chaque antenne locale peut venir en aide à tout niveau (départemental, sectoriel, national).[pas clair]

## LaFNPCen chiffres en 2020

### Personnels et organismes
- Près de 32 000 bénévoles[28].
- 18 millions d'heures de bénévolat (mises bout à bout cela représente plus de deux mille ans de bénévolat)[29].
- 20 000 dispositifs de secours[29].
- 57 000 personnes secourues[29].
- 2 000 formateurs premiers-secours.
- 100 associations départementales de protection civile[28].
- 500 antennes réparties sur tout le territoire.

### Matériels et locaux
- 1 750 véhicules dont :
  - 450 ambulances dites véhicules de premiers secours à personnes (VPSP) ;
  - 405 véhicules légers (voitures) ;
  - 80 véhicules logistiques ;
  - 115 vélos ;
  - 57 bateaux (embarcations de reconnaissance et de secours).
- une salle de commandement dédiée reliée au ministère de l'Intérieur et au cabinet du Premier ministre.

## Confusion

Symbole de la sécurité civile.

Le terme de « protection civile » est un terme générique signifiant la « protection des populations civiles en temps de paix et de guerre », il se retrouve de fait dans des noms d'administrations (comme le service interministériel de défense et de protection civiles dans les préfectures) ou d'autres associations (comme l'union nationale de protection civile), sans qu'il y ait de rapport direct avec la fédération.
Par ailleurs, le terme « protection civile » est très proche du terme « sécurité civile » mais n'en est pas un synonyme. Il ne faut pas confondre cette association loi de 1901 avec des services de l'État investis de missions opérationnelles en matière de sécurité civile. Les secouristes et moniteurs de la fédération sont des bénévoles, pour la plupart, comme ceux des autres associations agréées de sécurité civile (AASC).

## Domaines d’action
La fédération nationale de protection civile se regroupe autour de quatre domaines d'action :
- les postes de secours ;
- la formation aux premiers secours ;
- l'action humanitaire et sociale ;
- le renfort des secours publics.

### Secourisme
Les postes de secours préventifs, ou dispositifs prévisionnels de secours (DPS), sont destinés à être mis en place lors des manifestations sportives, culturelles, festives, etc. Suivant la manifestation, différentes configurations de postes de secours peuvent exister :
1. point d’alerte et de premiers secours (PAPS), composé de deux secouristes ;
2. dispositif prévisionnel de secours de petite envergure (DPS-PE), composé de quatre à douze secouristes et dirigé par un chef de poste ;
3. dispositif prévisionnel de secours de moyenne envergure (DPS-ME), composé de treize à trente-six secouristes et dirigé par un chef de section ;
4. dispositif prévisionnel de secours de grande envergure (DPS-GE), composé de trente-sept secouristes et plus et dirigé par un chef de dispositif.

### Formation
La formation de base aux premiers secours est destinée au grand public ainsi qu'aux membres internes de l'association. Suivant les départements, différentes formations peuvent être enseignées : prévention et secours civiques de niveau 1 (PSC1), initiation aux premiers secours, premiers secours en équipe de niveau 1 et de niveau 2, sauveteur secouriste du travail, prévention des risques liés à l'activité physique, équipier de première intervention, brevet national de sécurité et de sauvetage aquatique, etc. ainsi que la sensibilisation du grand public aux problèmes de sécurité civile en France, notamment en relayant les campagnes d'information nationales. La Protection civile forme près de cent mille personnes aux premiers secours, en allant du simple PSC1 au formateur de formateur.

### Soutien aux populations
L'aide humanitaire et l'aide sociale permettent d'aider les populations sinistrées lors des innombrables catastrophes naturelles et technologiques en France comme à l’étranger mais également les sans-abri.
Durant l'été 1999, la fédération participe à sa première opération internationale en coopération avec le ministère des Affaires étrangères, avec la mission Balkans, pour l'aide aux réfugiés de la guerre du Kosovo, avec la participation à la logistique à Rinas, à l'aéroport international de Tirana et la gestion du camp de réfugiés de Stenkovec en Macédoine.
Le soutien aux populations est une grande spécialité de la Protection civile. Possédant des moyens et équipes spécialisés, elle est intervenue dans de nombreuses crises lors de catastrophes naturelles, technologiques ou terroristes. Les moyens nationaux répartis sur l'ensemble du pays sont primordiaux, mis en place dans des zones stratégiques (comme les Alpes-Maritimes par exemple).[réf. nécessaire]

### Renfort des secours publics
Certaines associations départementales, par exemple celles de l’Île-de-France, du Bas-Rhin et du Nord participent au réseau de secours public. En accord avec la préfecture, le SAMU et les pompiers du département, elles effectuent des interventions de secours à personne à domicile ou sur la voie publique.
Des équipes sont intervenues, par exemple, pour l'attentat du RER B à Saint-Michel, l'explosion de l'usine AZF de Toulouse, les inondations, la marée noire de l’Erika, le soutien aux populations, la prise en charge de rescapés de feux d’immeubles, etc. mais également à l'étranger, à la suite du séisme et tsunami de 2004 dans l'océan Indien, des équipes de la fédération sont parties au Sri Lanka et en Thaïlande pour venir en aide aux sinistrés du tsunami.

## Moyens

### Véhicules
Les véhicules de la FNPC, sont des véhicules d'urgence et sont donc équipés de gyrophares bleus et de sirènes deux tons comme les sapeurs-pompiers ou type service d'aide médicale urgente (SMUR) et parfois même de trois tons. Comme certains véhicules d'urgences associatifs, certains véhicules de la Protection civile sont aussi dotés de sirènes américaines comme le service d'aide médicale urgente (SAMU).
À la fin de l'année 2021, la FNPC disposait de 1 673 véhicules, dont 451 véhicules de premiers secours à personnes (VPSP), 14 véhicules poste de commandement (VPC) et 14 bateaux :
- véhicule de premiers secours à personnes ;
- véhicule léger ;
- véhicule tous usages ;
- vélo ;
- véhicule de transport de personne ;
- véhicule léger hors route ;
- fourgon de soutien aux populations ;
- embarcation de recherche et de sauvetage ;
- véhicule tout usage transport de personnel ;
- quad ;
- fourgon lourd d'intervention technique ;
- véhicule d'accueil et d'hébergement d'urgence ;
- véhicule de soutien technique ;
- moto de premiers secours ;
- véhicule cynotechnique ;
- poste de commandement mobile ;
- camion tout usage hors route ;
- chariot élévateur ;
- véhicule léger de premiers secours ;
- transporteur individuel de première intervention (Segway) ;
- fourgon lourd de pompage ;
- véhicule satellite ;
- véhicule de gestion opérationnelle et de communication ;
- véhicule technique énergie ;
- véhicule de premiers secours à personnes hors route ;
- véhicule amphibie ;
- remorques diverses : 146.

### Tenues
Avant 2006, les pantalons sont de couleur bleu et le haut du corps est de la même couleur avec une bande orange horizontale sur la poitrine et les bras. L'inscription « Protection civile » figure dans la bande orange avec le symbole de la fédération au-dessus. Le logo de la fédération figure dans le dos.
À partir de 2006, les tenues sont devenues de couleur bleu Pantone[Laquelle ?]. Les pantalons ont une bande orange verticale de 2 cm de large sur les côtés, deux poches italiennes sur chaque côté et des bandes réfléchissantes pour les missions d’intervention sur la voie publique. Pour le haut du corps, les vêtements sont bleu, blanc et orange avec le logo de la fédération et le marquage « Protection civile » dans le dos et sur l'épaule droite.
En 2012, les vêtements se conforment à la norme européenne NF EN 471 pour devenir des vêtements à haute visibilité.
Selon la nature de la mission, les secouristes peuvent être munis de bottes à lacets de type rangers, d'un ceinturon de feu, voire d’un casque F2.